# 花崗巖泉 (加利福尼亞州)
花崗岩泉（英語：Granite Springs）是位於美國加利福尼亞州馬里波薩縣的一個非建制地區。該地的面積和人口皆未知。

## 地理
花崗岩泉的座標為37°42′04″N 120°17′45″W / 37.70111°N 120.29583°W，而該地的平均海拔高度為432米（即1417英尺）。